# Psary (Oława)
Psary (deutsch Hünern) ist ein Dorf in Niederschlesien. Der Ort liegt in der Gmina Oława im Powiat Oławski in der polnischen Woiwodschaft Niederschlesien.

## Geographie

### Geographische Lage
Das Angerdorf Psary liegt 37 Kilometer südöstlich von Breslau, zehn Kilometer von Brzeg (Brieg), zwölf Kilometer von Oława (Ohlau) und 56 Kilometer von Opole (Oppeln) entfernt. Die durch einen Eisschild gestaltete Landschaft ist eine postglaziale, hügelige, bewaldete Grundmoräne, die im Einzugsgebiet des Oderflusses liegt. Der Ort liegt in der Nizina Śląska (Schlesische Tiefebene) innerhalb der Równina Grodkowska (Grottkauer Ebene). 
Nördlich von Psary verläuft die Landesstraße DK94 (Droga krajowa 94).

### Nachbarorte
Nachbarorte von Chwalibożyce sind im Westen Chwalibożyce (Frauenhain), im Nordwesten Maszków (Philippsfeld), im Norden Gać  (Heidau), im Osten Zielęcice (Grüningen) und im Süden Małujowice (Mollwitz).

## Geschichte

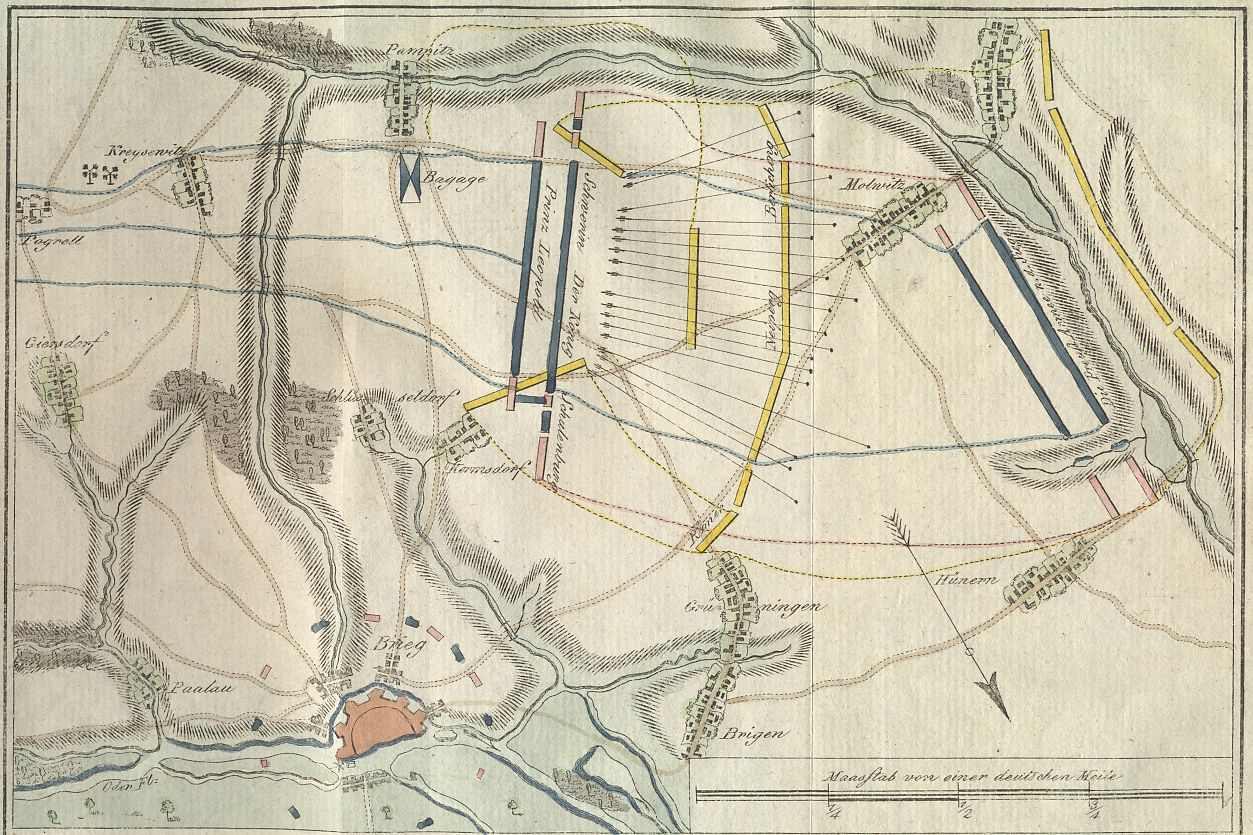
Karte der Schlacht bei Mollwitz, rechts Hühnern

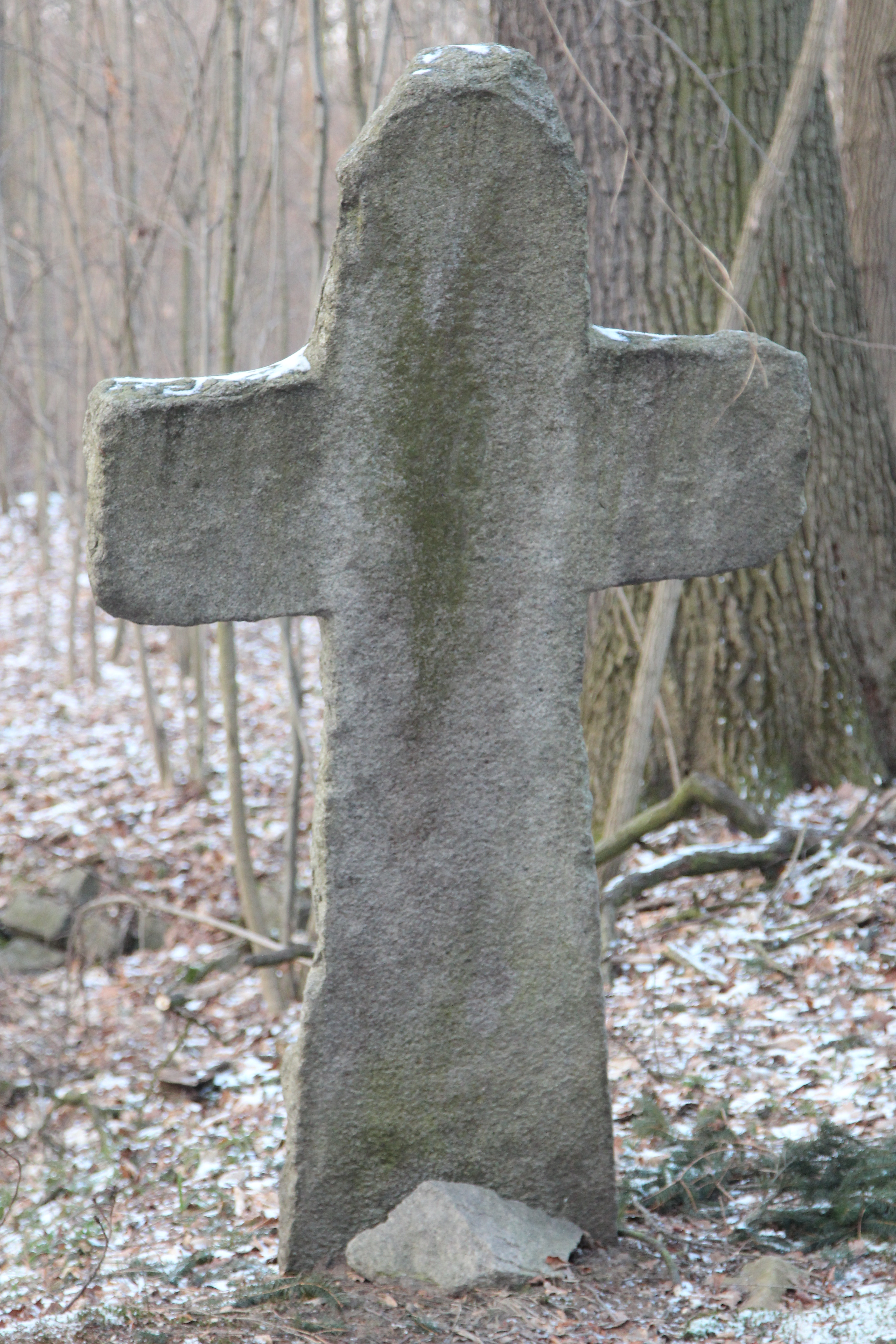
Sühnekreuz

Psary wurde erstmals 1203 als Psar erwähnt. In der „Liber fundationis episcopatus Vratislaviensis“, das 1305 während der Amtszeit des Breslauer Bischofs Heinrich von Würben entstand, wird der Ort dort lateinisch als „villa Psar“ erwähnt und gehörte damals zum Herzogtum Breslau. Bei dessen Teilung gelangte es 1311 an das Herzogtum Brieg und mit diesem zusammen 1327 als ein Lehen an die Krone Böhmen. 1348/49 wurde es dem neu geschaffenen Herzogtum Ohlau eingegliedert. Um die Mitte des 14. Jahrhunderts gehörten Hünern und Steinau (bei Ohlau) dem böhmischen Adelsgeschlecht Bavor von Strakonitz. Am 26. Juni 1397 bestätigte Ludwig I. in seiner Eigenschaft als Herzog von Ohlau und Brieg den Verkauf von „Stynauia“ (Steinau) und „Hundern“ (Hünern) für 30 Mark Prager Groschen durch den Ritter Johann von Steinau an den Pfarrer von Ritschen. Nach dem Tod des Herzogs Georg Wilhelm I., mit dem die Linie der Schlesischen Piasten erlosch, fiel Hünern 1675 zusammen mit dessen hinterlassenen Herzogtümern durch Heimfall an die Krone Böhmen, die seit 1626 die Habsburger innehatten.
Nach dem Ersten Schlesischen Krieg 1742 fiel Hünern zusammen mit dem größten Teil Schlesiens an Preußen. 1783 bestanden im Ort eine evangelische Kirche, eine katholische Kapelle, ein herrschaftliches Vorwerk, eine Mühle, acht Bauern- und 29 andere Stellen sowie 249 Einwohner.
Nach den preußischen Verwaltungsreformen wurde es 1815 der Provinz Schlesien und 1817 dem Landkreis Ohlau eingegliedert, mit dem es bis 1945 verbunden blieb. 1874 wurde der Amtsbezirk Hünern gebildet, der aus den Landgemeinden Heidau, Hünern und Philippsfeld sowie den gleichnamigen Gutsbezirken bestand. 1885 zählte der Ort 316 Einwohner.
Für das Jahr 1933 sind 485 Einwohner belegt, 1939 waren es 473. Bis 1945 befand sich der Ort im Landkreis Ohlau.
Als Folge des Zweiten Weltkriegs fiel Hünern wie fast ganz Schlesien 1945 an Polen, wurde in Psary umbenannt und der Woiwodschaft Breslau angegliedert. Die deutsche Bevölkerung wurde, soweit sie nicht vorher geflohen war, weitgehend vertrieben. Die neu angesiedelten Bewohner waren zum Teil Heimatvertriebene aus Ostpolen. 1999 kam der Ort zum Powiat Oławski in der Woiwodschaft Niederschlesien.
2000 zählte das Dorf 295 Einwohner.

### Gutsbesitzer 1250–1945
- um 1250: Geschlecht der Suevi
- 1360: Bavarus
- vor 1597: von Schreibendorf, danach von Stahr
- 1655: von Tschammer
- 1664: von Sebottendorf
- 1665: Helena Elisabeth Freiin von Kottulinsky
- 1719: Johann Josef und Johann Adrian von Hoverden-Plencken
- 1783: Baron von Plencken
- 1819: Graf von Hoverden
- 1830: Emanuel Graf von Hoverden
- 1845: Eduard Graf Hoverden-Plencken
- 1907 Rittergut: von Strachwitz

### Einwohnerentwicklung
- 1819: 474
- 1830: 505
- 1845: 537
- 1871: 496
- 1885: 435
- 1895: 327
- 1905: 316
- 1925: 504
- 1935: 485
- 1939: 473
- 2012: 276
- 2014: 283[7]

## Sehenswürdigkeiten

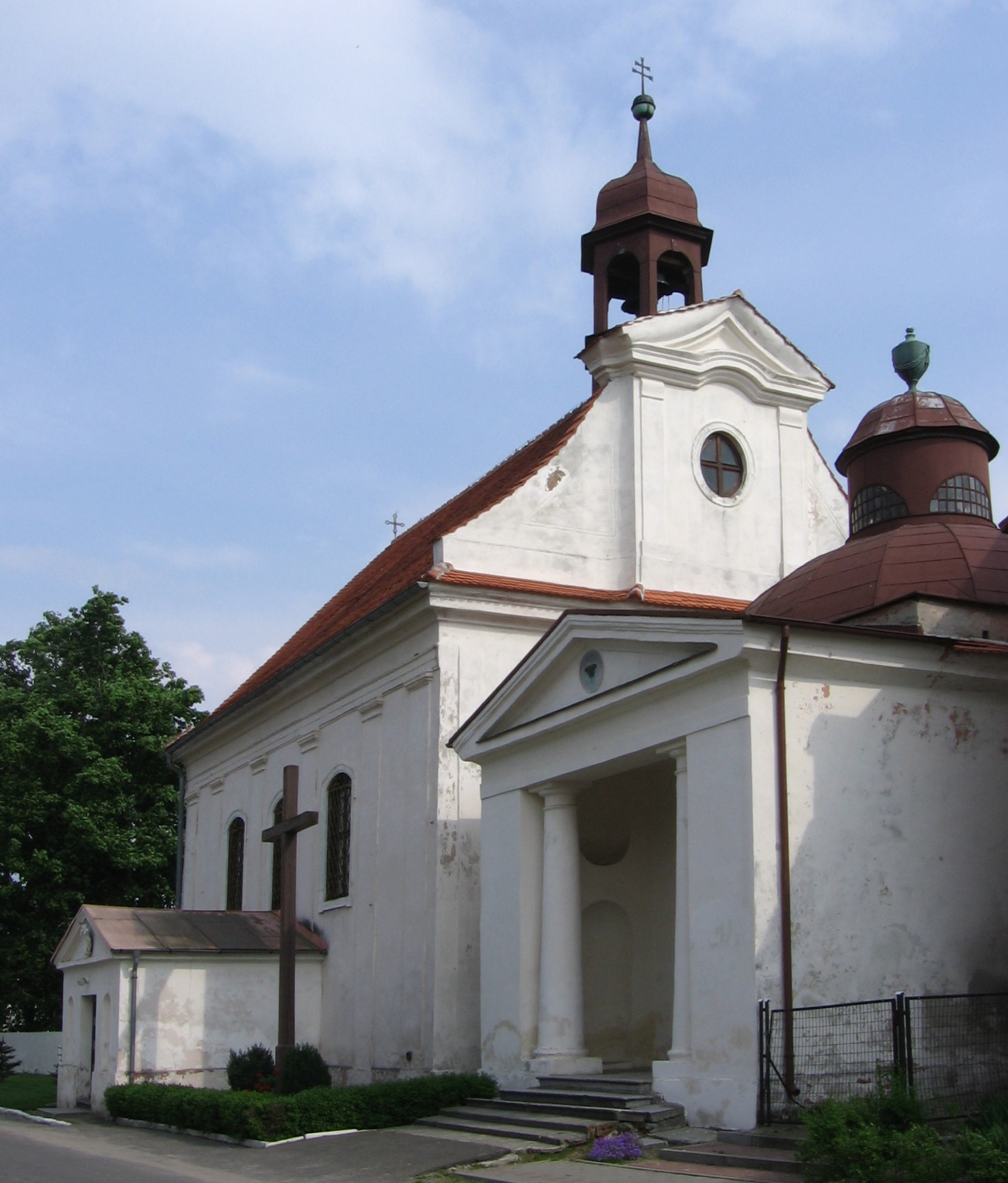
Pfarrkirche Mariä Geburt

- Die römisch-katholische Pfarrkirche Mariä Geburt (poln. Kościół Narodzenia NMP) wurde 1713 im Stil des Barock errichtet. Anfang des 19. Jahrhunderts wurde sie an der Nordwand um eine klassizistische Vorhalle, an der Westseite um eine Grabkapelle und im Inneren um Patronatsloge erweitert. Der architektonische Altar mit dem Gemälde „Anbetung des Kindes“ stammt aus der ersten Hälfte des 17. Jahrhunderts.
- Im ehemaligen, nicht mehr erhaltenen Gutspark befindet sich ein Sühnekreuz aus der Zeit um 1360. Aus erhaltenen Dokumenten ist bekannt, dass der Ritter Gebhard von Kittlitz den damaligen Besitzer von Hünern und Steinau, Bavarus de Stinavia, der ein Angehöriger des böhmischen Adelsgeschlechts Bavor von Strakonitz war, ermordet hat.[8]
- Gutshaus Hühnern im klassizistischen Stil mit Vorwerksgebäuden
- Alter Aussichtsturm, heute eine Ruine

## Persönlichkeiten

### Söhne und Töchter der Stadt
- Joachim Andreas von Maltzan (1707–1786), preußischer Gesandter und Kabinettsminister
- Reinhard M. G. Nickisch (1933–2021), deutscher Germanist

### Persönlichkeiten, die vor Ort gewirkt haben
- Hartwig von Eichendorff (1860–1944), preußischer Generalleutnant
- Johann Adrian Hermann von Hoverden (1819–1900), deutscher Altertumsforscher und Politiker
- Georg Graf Strachwitz von Groß-Zauche und Camminetz (* 1940), Nachfahre von Joseph von Eichendorff